# جورج واشنطن كيب
جورج واشنطن كيب هو سياسي أمريكي، ولد في 28 مارس 1847 في Greene Township, Pike County, Pennsylvania ‏ في الولايات المتحدة، وتوفي في 24 يوليو 1911 في جزيرة فانكوفر في كندا. نشط حزبياً في الحزب الديمقراطي. وقد انتخب عضو مجلس النواب الأمريكي ‏.